# Polen i olympiska vinterspelen 1936
Polen deltog med 20 deltagare vid de olympiska vinterspelen 1936 i Garmisch-Partenkirchen. Ingen av landets deltagare erövrade någon medalj.